# Anglish
Anglish, hispanizado como anglés; es un tipo de purismo lingüístico aplicado al inglés, en el cual las palabras derivadas del griego, latín, y lenguas romances se reemplazan con palabras derivadas de lenguas germánicas (ver etimología). En algunas ocasiones esto se consigue empleando sinónimos y en otras neologismos.

## Historia
En 1966, Paul Jennings escribió varios artículos en la revista Punch en Anglish, para conmemorar el 900 aniversario de la invasión normanda de Inglaterra. Entre ellos, un ejemplo de cómo Shakespeare hubiese escrito si Guillermo I de Inglaterra nunca hubiera triunfado:
| Anglish | Inglés | Español |
| To be, or not to be: that is the ask-thing: is't higher-thinking in the brain to bear the slings and arrows of outrageous dooming or to take weapons 'gainst a sea of bothers and by againstwork end them?... | To be, or not to be: that is the question: Whether 'tis nobler in the mind to suffer The slings and arrows of outrageous fortune, Or to take arms against a sea of troubles, And by opposing end them? | Ser, o no ser, esa es la cuestión. ¿Cuál es más digna acción del ánimo, sufrir los tiros penetrantes de la fortuna injusta, u oponer los brazos a este torrente de calamidades, y darlas fin con atrevida resistencia? ... |

El hecho es que outrageous procede de las lenguas romances, en concreto del francés antiguo outrageux, lo cual parece que Jennings no apreció. Por otra parte, mind es de origen anglosajón, por lo cual no había razón para cambiarlo.
El compositor australiano Percy Grainger adoptó un idioma similar, que llamó "blue-eyed English", en sus cartas y manuscritos musicales.

## Términos relacionados
El término «andersajón» se usa en inglés en escritura técnica o científica, y fue acuñado en 1992 por Douglas R. Hofstadter (n. 1945) como un juego de palabras relativo al idioma anglosajón y con una referencia al novelista estadounidense de ciencia ficción Poul Anderson (1926-2001). Anderson introdujo el término en su artículo «Uncleftish beholding», un tratado acerca de la teoría atómica escrito en idioma andersajón. (Es curioso que, en alemán, neerlandés y afrikáans, «ander» significa ‘otro’).
A continuación una cita del texto:

The firststuffs have their being as motes called unclefts. These are mighty small: one seedweight of waterstuff holds a tale of them like unto two followed by twenty-two naughts. Most unclefts link together to make what are called bulkbits. Thus, the waterstuff bulkbit bestands of two waterstuff unclefts, the sourstuff  bulkbit of two sourstuff unclefts, and so on. (Some kinds, such as sunstuff, keep alone; others, such as iron, cling together in chills when in the fast standing; and there are yet more yokeways.) When unlike unclefts link in a bulkbit, they make bindings. Thus, water is a binding of two waterstuff unclefts with one sourstuff uncleft, while a bulkbit of one of the forestuffs making up flesh may have a thousand or more unclefts of these two firststuffs together with coalstuff and chokestuff.

## Procedimientos para su creación
Las técnicas empleadas en él incluyen:
- Acuñación de nuevas palabras ("firststuff" por "element");
- Reemplazos ("motes" por "particles");
- Calcos del idioma original ("uncleft" por "atom")
- Calcos de otros idiomas germánicos ("waterstuff" y "sourstuff" del alemán Wasserstoff/Holandés waterstof y el alemán Sauerstoff/Holandés zuurstof, ellos mismos calcos aproximados de los derivados del griego "hidrógeno" y "oxígeno").